# Harrisonville
Harrisonville – miasto w Stanach Zjednoczonych, w stanie Missouri, siedziba administracyjna hrabstwa Cass.